# قادرآباد دشت جارو
قادرآباد دشت جارو یا موتور قادربخش روستایی در دهستان کوه سفید بخش مرکزی شهرستان خاش استان سیستان و بلوچستان ایران است.

## جمعیت
بر پایه سرشماری عمومی نفوس و مسکن در سال ۱۳۹۵ جمعیت این روستا ۹۸ نفر (۲۹خانوار) بوده‌است.